# VIXI Tour XVII
Albums de Hubert-Félix Thiéfaine
Homo plebis ultimae tour
(2012) 40 ans de chansons sur scène
(2019)
VIXI Tour XVII est le neuvième album en public d'Hubert-Félix Thiéfaine. Il a été enregistré et filmé le 17 octobre 2015 au Palais des Sports de Paris.

## Présentation
Cet album a été enregistré lors de la tournée « VIXI Tour XVII » faisant suite à la sortie en 2015 de l'album Stratégie de l'inespoir (17e album studio), co-réalisé par son fils Lucas et Dominique Ledudal . Il en reprend dix des treize titres.
La version DVD contient l'enregistrement du concert complet et donc des vingt-cinq pistes des deux CD.
Le groupe sur scène est composée de  :
- Alice Botté et Lucas Thiéfaine : guitares
- Christopher Board : Claviers
- Bruce Cherbit : Batterie
- Marc Périer : Basse

Le nom de l'album « VIXI » fait allusion à une superstition prêtée aux Romains, portant sur le nombre 17. Ce nombre se représente en chiffres romains sous la forme XVII, dont l'anagramme est VIXI : « j'ai vécu » donc par extension, « je suis mort ». Pour Hubert-Félix Thiéfaine, interrogé par un journaliste, « avoir vécu, ça veut dire avoir un peu plus d'expérience ».

## Pistes

### Disque 1
| 1.    | En remontant le fleuve      | 07:23 |
| 2.    | Amour désaffecté            | 04:26 |
| 3.    | Errer humanum est           | 03:42 |
| 4.    | Médiocratie                 | 03:30 |
| 5.    | Confessions d'un never been | 05:09 |
| 6.    | Angélus                     | 03:32 |
| 7.    | Karaganda (Camp 99)         | 05:33 |
| 8.    | Autoroutes jeudi d'automne  | 03:35 |
| 9.    | Femme de Loth               | 03:43 |
| 10.   | La ruelle des morts         | 03:59 |
| 11.   | Fenêtre sur désert          | 04:11 |
| 12.   | Alligators 427              | 06:52 |
| 56:02 |                             |       |

### Disque 2
| 1.    | Je t'en remets au vent          | 02:49 |
| 2.    | Petit matin 4.10 heure d'été    | 06:05 |
| 3.    | Syndrome albatros               | 04:37 |
| 4.    | Stratégie de l'inespoir         | 03:00 |
| 5.    | Lorelei sébasto cha             | 03:16 |
| 6.    | 113ème cigarette sans dormir    | 05:32 |
| 7.    | Bipède à station verticale      | 04:11 |
| 8.    | Sentiments numériques revisités | 05:26 |
| 9.    | Résilience zéro                 | 06:20 |
| 10.   | Les fastes de la solitude       | 06:04 |
| 11.   | Les dingues et les paumés       | 04:57 |
| 12.   | La fille du coupeur de joints   | 05:58 |
| 13.   | Des adieux                      | 04:45 |
| 63:01 |                                 |       |

### DVD (Live)
| No  | Titre                           | Durée |
| --- | ------------------------------- | ----- |
| 1.  | En remontant le fleuve          |       |
| 2.  | Amour désaffecté                |       |
| 3.  | Errer humanum est               |       |
| 4.  | Médiocratie...                  |       |
| 5.  | Confessions d'un never been     |       |
| 6.  | Angélus                         |       |
| 7.  | Karaganda (Camp 99)             |       |
| 8.  | Autoroutes jeudi d'automne      |       |
| 9.  | Femme de Loth                   |       |
| 10. | La ruelle des morts             |       |
| 11. | Fenêtre sur désert              |       |
| 12. | Alligators 427                  |       |
| 13. | Je t'en remets au vent          |       |
| 14. | Petit matin 4.10 heure d'été    |       |
| 15. | Syndrome Albatros               |       |
| 16. | Stratégie de l'inespoir         |       |
| 17. | Lorelei Sebasto Cha             |       |
| 18. | 113ème cigarette sans dormir    |       |
| 19. | Bipède à station verticale      |       |
| 20. | Sentiments numériques revisités |       |
| 21. | Résilience zéro                 |       |
| 22. | Les fastes de la solitude       |       |
| 23. | Les dingues et les paumés       |       |
| 24. | La fille du coupeur de joints   |       |
| 25. | Des adieux                      |       |